# Teucholabis tactilis
Teucholabis tactilis är en tvåvingeart som beskrevs av Alexander 1952. Teucholabis tactilis ingår i släktet Teucholabis och familjen småharkrankar.
Artens utbredningsområde är Guatemala. Inga underarter finns listade i Catalogue of Life.